# 陳浩勤
陳浩勤（英語：David Chan，1990年—），筆名安娜，香港影評人，為大館當代美術館教育和公共項目助理策展人、香港粵語片研究會及香港電影評論學會成員。其文章見於《明報》、《信報》。他早年畢業於九龍華仁書院和香港嶺南大學，曾策展第一屆及第二屆「溝」電影節，2021年與電影工作者任俠、獨立電影人陳曉欣和影評人陳力行，成立短片創作組織豐美股肥（Phone Made Good Film），並與任俠聯合導演反映時下生活的短片《一Pair囡》。
陳浩勤曾以〈個人評論與評論個人：追夢在《買兇拍人》及《柔道龍虎榜》裡〉一文，奪得2012香港電影評論學會影評有度徵文比賽長文組優異獎；2021年擔任香港電影評論學會「影評基礎研習計劃」影評導師。

## 作品

### 短片
- 2021年：《一Pair囡》(與任俠合導)
- 2022年：《鵲橋歸路》

### 書
- 2023年：《香港電影2021：世界是你們的還是我們的》(主編：安娜 / 出版及香港發行：香港電影評論學會)